# Nadleśnictwo Kielce
Nadleśnictwo Kielce – samodzielna jednostka organizacyjna Lasów Państwowych w Regionalnej Dyrekcji Lasów Państwowych w Radomiu z siedzibą w Kielcach.
Powierzchnia lasów Nadleśnictwa wynosi 16 584, 67 ha.

## Podział terytorialny
W skład Nadleśnictwa Kielce wchodzą trzy obręby urządzeniowe:
- Dyminy,
- Kielce
- Snochowice.

Lasy według funkcji:
- rezerwaty – 386,55 ha – 2,4%
- lasy ochronne – 12 701,52 ha – 80,0%
- lasy gospodarcze – 2796,66 ha – 17,6%

## Charakterystyka drzewostanu
Udział panujących gatunków drzew - gatunki lasotwórcze
- sosna – 11 295,32 ha – 71,11%
- jodła – 2563,88 ha – 16,14%

Pozostałe gatunki: brzoza, olsza, dąb, świerk, modrzew, buk, grab, osika, jawor stanowią ok. 13% powierzchni.
Średni wiek drzewostanów 70 lat.
Wieki rębności przyjęte dla poszczególnych gatunków:
- dąb – 140 lat
- jodła, buk, jesion, jawor – 120 lat
- sosna, modrzew – 100 lat
- świerk, brzoza, olsza, lipa – 80 lat
- olsza odroślowa – 60 lat
- osika – 50 lat
- topola, wierzba – 40 lat

## Charakterystyka przyrodnicza
Zgodnie z podziałem przyrodniczo-leśnym kraju, lasy Nadleśnictwa Kielce położone są w VI Krainie Małopolskiej, w dzielnicy Gór Świętokrzyskich, na terenie mezoregionów Puszczy Świętokrzyskiej oraz Łysogórskiego.

## Rezerwaty przyrody
- Rezerwat częściowy „Jaskinia Raj” utworzony w 1968 r.; znajduje się na terenie Leśnictwa Słowik i zajmuje powierzchnię 7,76 ha.
- Rezerwat częściowy „Milechowy” utworzony w 1978 r., położony na terenie Leśnictwa Podzamcze, zajmuje powierzchnię 133,73 ha
- Rezerwat częściowy „Biesak-Białogon” o powierzchni 13,13 ha, w tym 9,35 ha powierzchni leśnej, znajduje się na terenie Leśnictwa Dyminy; utworzony został w 1981 r.
- Rezerwat częściowy „Góra Żakowa” utworzony w 1999 r., położony na terenie Leśnictwa Słowik, zajmuje powierzchnię 50,48 ha
- Rezerwat częściowy „Karczówka” jest najstarszym z rezerwatów na terenie Nadleśnictwa, utworzony został w 1953 r., zajmuje powierzchnię 26,62 ha, położony jest na terenie Leśnictwa Niewachlów
- Rezerwat częściowy „Sufraganiec” utworzony w 1961 r., zajmuje powierzchnię 16,91 ha, znajduje się na terenie Leśnictwa Gruchawka
- Rezerwat częściowy „Barania Góra” utworzony w 1993 r., zajmuje powierzchnię 82,09 ha, znajduje się na terenie Lesnictwa Oblęgorek
- Rezerwat częściowy „Kręgi Kamienne” utworzony w 1994 r., zajmuje powierzchnię 12,75 ha, położony na terenie Leśnictwa Oblęgorek
- Rezerwat częściowy „Góra Dobrzeszowska” utworzony w 1982 r., zajmuje powierzchnię 24,57 ha, położony na terenie Leśnictwa Dobrzeszów
- Rezerwat częściowy „Perzowa Góra” utworzony w 1995 r., zajmuje obszar 33,08 ha, położony jest na terenie Leśnictwa Dobrzeszów

## Parki krajobrazowe
- Chęcińsko-Kielecki Park Krajobrazowy zajmujący obszar 20 505 ha, rozciąga się na południowy zachód od Kielc, między rzekami Łośną a Bobrzą
- Suchedniowsko-Oblęgorski Park Krajobrazowy obejmujący 21 407 ha składających się z dwóch części: północno-wschodniej - suchedniowskiej, która obejmuje duży kompleks leśny (część dawnej Puszczy Świętokrzyskiej, na zachód od Suchedniowa) oraz znacznie mniejszej zachodniej - oblęgorskiej, obejmującej Pasmo Oblęgorskie

## Obszary chronionego krajobrazu
- Kielecki Obszar Chronionego Krajobrazu obejmujący zasięgiem tereny miasta Kielce charakteryzujące się wysokimi walorami krajobrazowymi
- Podkielecki Obszar Chronionego Krajobrazu obejmujący tereny otaczające Kielce od północy i wschodu, położone w zlewni rzek Lubrzanki i częściowo Kamionki oraz Bobrzy
- Chęcińsko-Kielecki Obszar Chronionego Krajobrazu stanowiący obszar otuliny Chęcińsko - Kieleckiego Parku Krajobrazowego
- Przedborski Obszar Chronionego Krajobrazu stanowiący otulinę Przedborskiego Parku Krajobrazowego
- Suchedniowsko-Oblęgorski Obszar Chronionego Krajobrazu stanowiący otulinę Suchedniowsko - Oblęgorskiego Parku Krajobrazowego
- Konecko-Łopuszniański Obszar Chronionego Krajobrazu obejmujący obszar 98 359 ha na północ i zachód od Końskich

## Obszary NATURA 2000
- Lasy Suchedniowskie PLH 260010 obejmujący zasięgiem Płaskowyż Suchedniowski i Wzgórza Kołomańskie
- Ostoja Przedborska PLH260004 obejmujący w dużej mierze teren Przedborskiego Parku Krajobrazowego i jego otuliny
- Dolina Bobrzy (projektowany)
- Dolina Czarnej Nidy (projektowany)
- Ostoja Sobkowsko*Korytnicka (projektowany)
- Ostoja Wierzejska (projektowany)
- Wzgórza Chęcińsko*Kieleckie (projektowany)

a także pomniki przyrody

## Pomniki przyrody
- „Jaskinia Piekło” w Leśnictwie Podzamcze
- Jaskinia krasowa i urwisko skalne w Leśnictwie Słowik
- Naturalne formy skalne w Leśnictwie Guchawka
- Urwisko skalne „Piekło” w Leśnictwie Oblęgorek
- Odsłonięcie geologiczne „Ciosowa” na terenie Leśnictwa Oblęgorek
- „Skałki Świętej Rozalii” w Leśnictwie Dobrzeszów
- Skałki w oddz. 3 f Leśnictwa Dobrzeszów
- Skałki w oddz. 5 a Leśnictwa Dobrzeszów
- Dąb szypułkowy o obwodzie pnia 495 cm i wysokości 26 m w oddz. 58 l Leśnictwa Sojawa

## Klimat
Klimat: jest urozmaicony mając charakter przejściowy od oceanicznego Europy Zachodniej do Kontynentalnego Europy Wschodniej.
Kontrastowość tego klimatu przejawia się szczególnie w okresie późnej jesieni i na przedwiośniu. Średnia temperatura roczna +7,8 °C. Okres wegetacyjny trwa średnio 205 dni ze średnią temperaturą +12,9 °C. Opady roczne średnio wynoszą 633 mm.